# Žehrovská obora
Žehrovská obora nebo Obora Žehrov se nachází v okrese Mladá Boleslav ve Středočeském kraji, na katastrálních územích sídel Žehrov, Srbsko a Branžež.

## Historie
Projekt pro stavbu obory byl pro knížete Karla Rohana připraven v roce 1829 a již v polovině roku 1831 bylo 517 jiter a 1218 čtverečních sáhů (necelých 298,5 ha) lesa ohrazeno. Ze severní a západní strany zdí z pískovcových kvádrů, zapsanou v památkovém katalogu, a ze zbylých stran sekanými latěmi.
Roku 1834 v oboře jeden den lovem strávil vyhoštěný francouzský král Karel X spolu se svým synem Ludvíkem Antonínem, vévodou z Angoulême a vnukem Jindřichem, hrabětem z Chambord. Hrabě Jindřich se pak do obory vrátil ještě 13. listopadu 1844.
V oboře se nachází dělostřelecký bastion (hliněný val a příkop o délce 120 m a výšce až 5 m ode dna příkopu) vybudovaný pravděpodobně u příležitosti Prusko-rakouské války. Ač v noci z 28. na 29. června 1866 v okolí proběhly líté boje, dle dosavadních archeologických průzkumů se o toto vojenské opevnění nebojovalo.
V roce 1880 byl v oboře uspořádán hon na počest přítomného korunního prince Rudolfa. Velitel Šálek byl pověřen uvítat prince a jeho doprovod při vstupu do obory. Na jeho německy pronesený projev údajně odpověděl princ slovy: „Jsme v Čechách, mluvme česky.“
Oblast na níž se obora v současnosti nachází má však historii mnohem hlubší. Poblíž myslivny Belvín se nacházejí zatím nepříliš prozkoumané mohyly, snad z doby bronzové, ze které pochází i ojedinělý nález bronzové sekery. Dále byly u prameniště severozápadně od Belvína nalezeny i střepy datované do 14. - 17. století.

## Popis

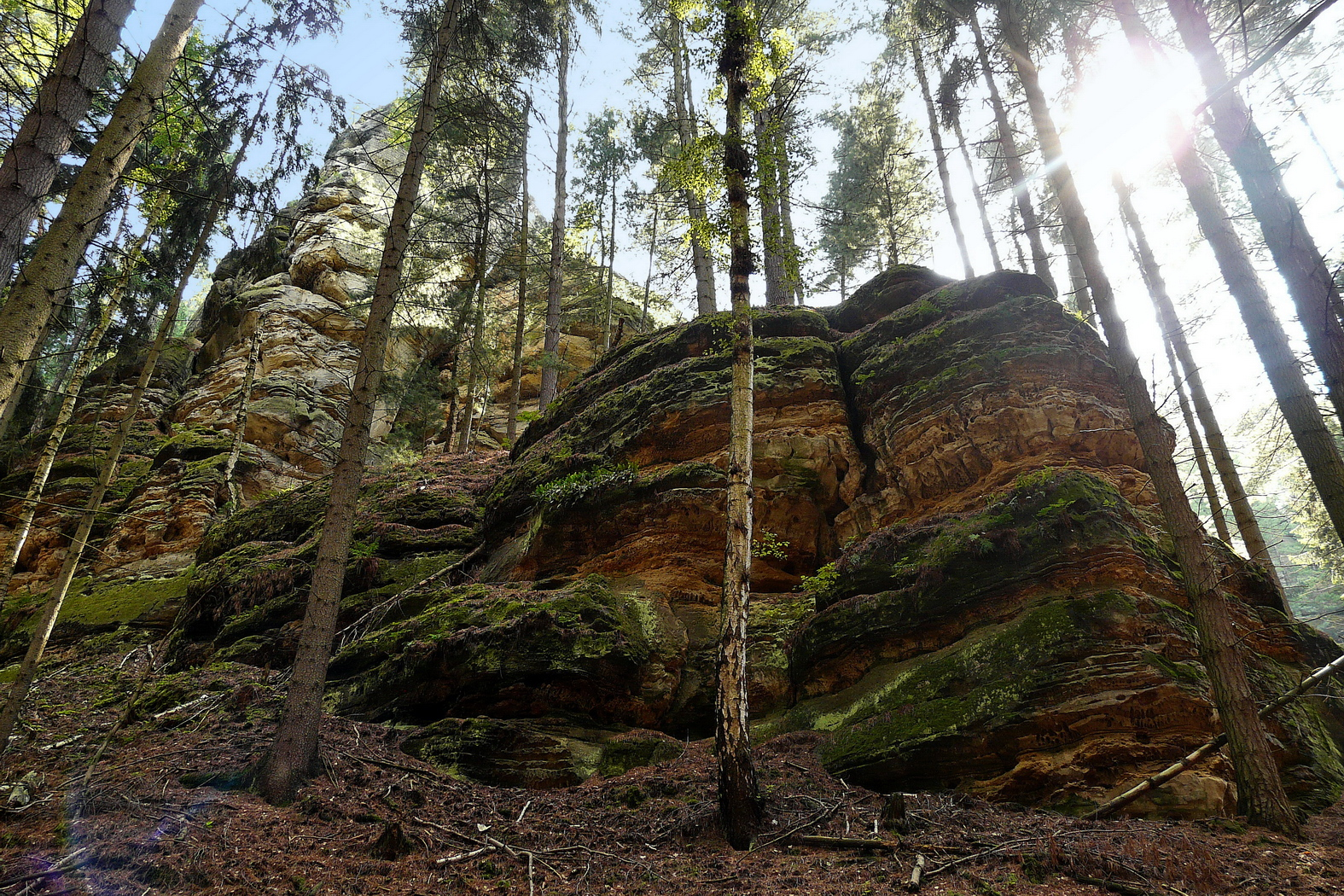
Pískovcové skály v oboře Žehrov

Obora Žehrov má výměru 299 ha, je celá umístěna na území chráněné krajinné oblasti Český ráj (na jihozápadě zasahuje přírodní rezervace Příhrazské skály, na severní hranici je malá přírodní památka V dubech). Ohrazení obory je dlouhé necelých 12 kilometrů, zčásti je tvořeno pískovcovou zdí. Obora spadá pod lesní správu Nymburk (Lesy ČR s.p.). Oborní myslivna a zároveň lovecký zámeček stojící na vyvýšenině se nazývá Bellevue.
Jižně od PP V Dubech se nachází místo zvané U pěti princů. U pěti dubů, které jsou chráněny jako památné stromy podle vyhlášky z 20. 10. 1981, je umístěno pět pískovcových stél přitesaných do podoby balvanitých shluků, jež na sobě nesou vytesaná jména Rohanských princů. A mají připomínat, že každý z dubů byl vysazen na paměť narození každého z nich. Ač Šimák uvádí v roce 1930 následující nápisy: Karls Eiche, Benjamins Eiche (rozbitý), Berta Eiche a 2 kameny již tou dobou bez nápisů, Pamětní kniha zámku Sychrov uvádí, že duby jsou symbolem princů Arthura (* 13. 6. 1826), Victora (* 15. 10. 1827), Alaina (* 8. 10. 1829), Louise (* 17. 6. 1833) a Benjamina (* 9. 12. 1835), synů Benjamina de Rohan-Rocheforta a Stephanie de Croy-Dülmen.
Území obory v severní části odvodňuje zde pramenící Arnoštický potok a jeho taktéž zde pramenící přítoky, na kterých jsou v oboře zbudovány čtyři rybníky. Na jihozápadní hranici obory jsou skalní ochozy s výhledem do Srbské kotliny.